# スーパーメトロイド
『スーパーメトロイド』（SUPER METROID）は、1994年3月19日に任天堂から発売されたスーパーファミコン用アクションゲーム。メトロイドシリーズの3作目。

## 概要
オープニングデモにて「METROID 3」と銘打っている。時系列としては、前作『メトロイドII RETURN OF SAMUS』 及びそのリメイクである『メトロイド サムスリターンズ』と『メトロイド アザーエム』の間の物語である。
前作（『メトロイドII RETURN OF SAMUS』）から追加されたシステムに、マップ機能がある。これにより、シリーズの特徴である迷路ともいえるステージマップを把握できるようになった。マップコンピュータと呼ばれる機械から、マップのダウンロードを行う事でステージマップの大部分が把握できるようになる。マップ内はブロック単位で細かく区分けされており、一度通ったところが塗りつぶされるように記憶されていく。エネルギー及びミサイル全回復ポイントは、本作から一定地点にある機械から補給する形となっている。
また、装備アイテムの切り替えが可能になった。前作までは、違う種類のビームを持ち運べなかったが、本作では装備品として切り替えて使用できる。後のシリーズでも使用されるようになった追加装備品として、チャージビーム、パワーボム、スーパーミサイル、スピードブースター、グラビティスーツ、グラップリングビームがある。
初代『メトロイド』と同様に複数のエリアが相互で繋がったステージ構成になっており、エリアボスが大幅に追加されている。
ゲーム全体の内容は、初代『メトロイド』を発展させたものである。以後のシリーズでも本作のBGMのアレンジが登場し、設定も本作で誕生したものを基準としている。
『大乱闘スマッシュブラザーズX』では名作トライアルというモードで本作の体験版が収録されている。また、Wii、Wii U、Newニンテンドー3DSにてバーチャルコンソールが配信されているほか、2017年10月5日発売のスーパーファミコン復刻版『ニンテンドークラシックミニ スーパーファミコン』、2019年9月6日配信開始の『スーパーファミコン Nintendo Switch Online』（Nintendo Switchのオンラインサービス特典ソフト）に本作が収録されている。

## ストーリー
惑星SR-388でのメトロイド殲滅の任務を遂行しクイーンメトロイドを撃破したサムスは、殲滅後に発見した卵から孵化し刷り込みによって自分を親だと思ったメトロイド最後の生き残り・ベビーメトロイドを連れ帰っていた。銀河連邦の宇宙科学アカデミーに持ち込まれたベビーメトロイドは、その生態構造を研究されることとなった。その研究の結果、メトロイドが持つ優れたエネルギー特性は人類にとって非常に有効であること、さらにメトロイドが本来、平和的活用を目的として創りだされた人工生命体である可能性があると報告された。その後もメトロイドの平和利用の研究は進められ、銀河に平和と秩序が戻ってきたと思われ、サムスも気ままなハンター稼業に戻っていた。ところがそんなある日、サムスに宇宙科学アカデミーからの救難信号が届く。アカデミーに到着したサムスが見たものは、何者かに襲われ壊滅した研究施設と無残に殺害された研究員たち。そしてベビーメトロイドの姿もなかった。廃墟の奥に気配を感じたサムスはアカデミーを進み、ベビーメトロイドを発見する。しかし、闇の中からサムスとの戦いで壊滅したはずの宇宙海賊の最高司令官リドリーが姿を現した。サムスの健闘むなしくリドリーはベビーメトロイドを奪い逃走し、サムスは命からがらアカデミーを脱出する。宇宙海賊と惑星ゼーベスの再建を知ったサムスは、再び惑星ゼーベスへ向かうことを決意する。宇宙の未来を賭け、メトロイドをめぐるサムスと宇宙海賊の最後の戦いが始まる。

## 惑星ゼーベス
本作はスペースパイレーツの打倒ならびにベビーメトロイドの奪還を目的とし、そのためにはゼーベス各所の攻略が必須である。第一作でサムスによって破壊されるも、(時系列ではプライムで)パイレーツの不屈の努力によって再建されたゼーベスの要塞には、前作以上に様々な仕掛けが点在している。
スターシップ
サムスの乗船。ゼーベスに到着して以降は、クレテリアの表層に停泊している。
ここでエネルギー・弾薬（ミサイル以外も含まれる）の回復ならびにデータのセーブが可能である。
ゲート
以前のゼーベスにもあったゲートシステムは新しいゼーベスにも存在する。攻撃を加えるとゲートが開くしくみ。
青はどの武器でもよいが、赤（ミサイル5発もしくはスーパーミサイル）・緑（スーパーミサイル）・黄（パワーボム）はそれぞれ対応する武器が必要で、一度開けば以後は青になる。ボスの前ではゲートを覆いつくした敵が行く手を阻む（ガドラー、アマタドラなど）。
メタル色は攻撃しても開かないゲートであり、条件を満たすと青く点滅して解放されるものと、完全に開かなくなる一方通行のものがある。
シャッター
スイッチにビーム(青)やスーパーミサイル(緑)を当てると上昇する壁。反対方向から開けるには特殊なビームが必要。自動的に動くものや、隠されている場所にビームを当てると出現し、足場として使えるものもある。
エレベーター
各エリアとエリアを結ぶ連絡通路として使う。エレベーターを使用せずに他のエリアに行ける隠し通路も存在する。
マップデータユニット
このユニットにアクセスすると、そのエリア内の隠し部屋や隠し通路以外のエリアマップが得られ、ボスの位置も明らかになる。今までマップ画面にしても行った場所しか表示されなかったのが、まだサムスの到達していないエリアがブルーで表示されるようになる。ツーリアンを除く全てのエリアのどこかにあるが難破船ではボスを倒さなければアクセスできない。
エネルギーチャージャー・ミサイルチャージャー
このユニットにアクセスすると、エネルギーないしはミサイルの残数がMAXまで補給される。ミサイルチャージャーではミサイルのみ。エネルギーチャージャーではエネルギーのみ。通常はひと部屋にひとつのユニットが設置されているが両方のユニットが設置されている部屋もある。
セーブルーム
中に入るとデータセーブのみ行える。中断ならびにゲームオーバーになると、ゲームの再開は最後にセーブしたセーブユニットからのスタートとなる。マップ画面には「S」の字で表記、最後にセーブした所は太字の「S」の字で表記される(スターシップ含む)。
鳥人像
古代の鳥人族を象った像。手にボールを抱えたものは、それを撃つことでアイテムが出現する。
「像」と名前についているが鳥人族が制作した一種の生命体であり、大抵は長い年月で動かなくなっているが、まれに動き出して襲ってくるものや、エリア内の仕掛けに関わるものが存在する。
ビーム・ボム・スーパーミサイル・パワーボム・ブーストブロック
それぞれ対応したアイテムで破壊することができるブロック。また、敵の助けがないと壊せないブロックも一部に存在する、ビームブロックとボムブロックはスクリューアタックでも破壊できる。

グラップリングブロック
グラップリングビームでつかめる十字のマークが入ったブロック。ヒビが入っており、一定時間を過ぎると壊れるものもある。
スルーブロック
上に乗ると壊れすぐに復活するブロック。落ちると下から上がる事ができなくなる。
トゲ、電流
触れるとダメージを受ける。
高熱
ノルフェアの大半を占めるエリア。バリアスーツがないと常にダメージを受ける。
水
落ちると動きが鈍り、グラビティスーツがないとダッシュやハイジャンプなどといった自由な行動が出来ない。
溶岩
落ちるとダメージを受けるが、グラビティスーツを着るとダメージを受けずに自由に行動が出来る。場所によっては水位が上昇するイベントもある。
酸
グラビティスーツを着てもダメージを受ける。場所によっては水位が上昇し、または上下したりする。
サムスイーター
花の形をしたモンスター。捕まるとエネルギーをじわじわ吸い取っていくが、抵抗するとすぐに放してくれる。
流砂
足をすくわれたり、ジャンプの妨害になる。下のゾーンに落とされることもある。
闇
特定のモンスターを倒すと次第に暗くなり、ついには地形が見えなくなる。

### エリア
スペースコロニー
オープニングの舞台で、ここのみ惑星ゼーベスではない。宇宙科学アカデミーがベビーメトロイドを研究していた施設。サムスが訪れた時には、既に宇宙海賊によって荒らされていた。このステージをクリア後は二度と来ることができない。
クレテリア(CRATERIA)
惑星ゼーベスの地表とその付近で、スターシップが停泊している。地下空洞の奥深くには、最初の戦いの傷跡が残されており、第1作におけるマザーブレイン戦フィールドと脱出路を模した場所がある。
ブリンスタ(BRINSTAR)
植物と菌類が生い茂るエリア。クレイドと戦ったエリアがモデルとなっている。スタート地点こそ第1作のものが再現されているが、以後の道筋は異なる。ここから地下水脈と溶岩窟につながる道がある。深部には第1作目のクレイド戦エリアの入り口を模したクレイドの顔型ゲートが隠されている。
ノルフェア(NORFAIR)
溶岩の煮えたぎる洞窟エリア。半数のエリアで熱気によって体力が蝕まれるため、耐熱装備(バリアスーツ)が必要となる。
古代遺跡(鳥人遺跡)
ノルフェア奥のリドリーの顔型ゲートから向かうノルフェアの更なる深部。スーツを強化しても防げない強酸液が広がっている。
難破船(WRECKED SHIP)
惑星の地表に墜落し、航行能力を失ったまま放置されている。最初は亡霊が潜んでおり、そのせいで電力が通っておらず大部分の機能が停止している。その為セーブポイントに着いてもセーブできないが、ファントゥーンを倒すと亡霊が消えて、機能が回復しセーブも可能になりロボットなどが動き始める。
マリーディア(MARIDIA)
水脈内に広がる迷宮。水の抵抗をなくす装備(グラビティスーツ)が無ければ、迷宮を歩くことすらままならない。
ツーリアン(TOURIAN)
基地の中枢。ノルフェアよりも深い惑星の最深部にて再建された。他のエリアの大ボス全てを倒すと道が開かれる。マップルームは存在しないがある程度進むと戻れない。

## ボスキャラクター
動く鳥人像
クレテリアで他の鳥人像と同じようにサムスの装備を掲げているが、それを取った直後に通路のドアが閉まって襲いかかってくるゼーベス最初のボス（取得できる装備は「ボム」である）。
スポア・スポーン
ブリンスタの中ボス。宇宙海賊が遺伝子操作で作り上げた生体兵器で、ツルとそれに吊るされた目玉のような実が動物のように動き回る巨大植物。触れるとダメージを受ける胞子を撒き散らす。甲殻の中にある核の部分にしか攻撃が通らない。
クレイド
ブリンスタの大ボス。ブリンスタ深部にいる巨獣で、ゼーベス最大の生命体。第1作の時とは違い遙かに大きい（第1作目はサムスと同じくらいの大きさだった）。口から岩石を吐き、指先の爪を飛ばし、腹部のからはトゲ状寄生生物を発射する。体外からの攻撃を受け付けない。
クロコマイアー
ノルフェアの中ボス。強酸の煮えたつ洞窟に居座る爬虫類のような生物。長い一本道に陣取っており、右からサムスに迫ってくる。
粘液質の皮膚はサムスの攻撃は一切通じない。
ファントゥーン
難破船の大ボス。難破船に取り憑いた謎の生命体で、この時点では旧マザーブレインの亡霊ではと言われていた。船の機能を停止させた張本人で、倒せば難破船内の一部の機能が回復する。姿を完全に消したり、霊体化して無敵になるなどでサムスを撹乱し、怪しげな青い火球を無数にばら撒く。実体化しないと攻撃が当たらない。
ボツーン
マリーディアの中ボス。ウツボのような水棲生物。4つある穴から顔を出して弾を吐いたり、穴から穴へ行き来して体当たりしてくる。
ドレイゴン
マリーディアの大ボス。遊泳型の甲殻生物で、巨体ながら水中ではサムス以上のスピードで襲いかかる。口からは攻撃を防ぐ防御帯ともなる粘液を大量に吐き出し、サムスの動きを鈍らせる。戦闘中には子供が登場するが攻撃はしてこない。
黄金の鳥人像
ノルフェアの古代遺跡中ボス。クレテリアの個体とは違い金色である。戦闘力は1回目よりも桁違いに高く、画面奥に動いてミサイルを回避したり、スーパーミサイルを投げ返して無効化したりもする。
リドリー
ノルフェアの大ボス。宇宙海賊の最高幹部。一つ一つの攻撃が強烈で、かつ耐久力も高い。序盤、スペースコロニーにも登場する。
マザーブレイン
本作のラストボス。ただし、戦闘中自動的にイベントが発生する。
宇宙海賊を統括する機械生命体（生体コンピュータ）で、再建に伴って彼女も再生された。最初は第1作目と同様に再生する装甲「ゼーベタイト」の柱に守られ砲台「リンカ」からのエネルギー弾で攻撃する頭部だけの姿である。しかし一度倒されると巨大な胴体パーツと合体した新たな姿となって復活する。倒すと自爆装置が作動する。

## アイテム

### 敵を倒して得られるアイテム
エネルギーボール
体力回復アイテムで、小さなもの(5ポイント)と大きなもの(20ポイント)が出現する。エネルギーが満タンでも、リザーブタンクに空きがある場合は出現する。
ミサイル・スーパーミサイル・パワーボム
それぞれ対応した弾薬回復アイテムで、ミサイルは2つ、それ以外は1つ回復する。タンクを1つ以上持っており、かつ1個以上消費している時のみ出現する。敵によっては特定の弾薬が出やすい者もいる。

### セレクトボタンで切り替えるアイテム
ミサイルタンク(MISSILE)・スーパーミサイルタンク(SUPER MISSILE)・パワーボムタンク(POWER BOMB)
取得するとそれぞれのサブウェポンが使用可能になるが弾に制限がある最初は5発、以後取得すれば上限が増える（最大値はミサイルは230発、スーパーミサイル、パワーボムは50発）。
グラップリングビーム(GRAPPLING BEAM)
アンカーブロックに撃ち込むことで、向こう岸に渡ったり崖登りができる。また、特定の敵に撃ち込んでぶら下がったり、振子のように遠心力を利用して高くジャンプすることもできる、一部の敵を一撃で倒せることもある。弾に制限はない。
Xレイスコープ(X-RAY SCOPE)
ダッシュボタンでバイザーを透視モードにし、隠し通路や壁の中のアイテムを見つけられる機能を持つ。制限はないが、選択中はダッシュができない。

### エネルギー系タンク
エネルギータンク(ENERGY TANK)
体力の上限が1ゲージ分(100ポイント)増える。
リザーブタンク(RESERVE TANK)
体力が満タンの時にエネルギーボールを取ると、その分エネルギーをストック。自動か手動で体力回復可能。クレテリアとツーリアン以外に1つずつ隠されている。

### 特殊能力
モーフィングボール(MORPHING BALL)
しゃがんでいる最中に更に下キーを押すことで、狭い通路に侵入可能なボール形態に変形可能になる。初代『メトロイド』を意識したアイテム配置がされている。
ボム(BOMB)
ボール変形中に弾数無限の小型の爆弾を設置可能になる。ボムの爆風を受けると跳ね上がり（ボムジャンプ）、タイミング良くボムを置けば連続ボムジャンプ(ポップンボム)もできる。
スプリングボール(SPRING BALL)
ボール変形中にジャンプできるようになる。
スクリューアタック(SCREW ATTACK)
回転ジャンプが高速回転による体当たり攻撃の「スクリューアタック」に変わる。雑魚敵であればほぼ一撃で粉砕できるほか、一部の地形・ブロックも破壊しながらスムーズに進めるようになる。

### ブーツ系
ハイジャンプブーツ(HI-JUMP BOOTS)
ジャンプ力がアップする。
スピードブースター(SPEED BOOSTER)
ダッシュがパワーアップする。ダッシュし続けるとブーストが点火してサムスの全身が青く輝き、敵や専用ブロックを破壊しながら超高速で突き進む。
スペースジャンプ(SPACE JUMP)
回転ジャンプ中にジャンプボタンを押すことで空中を移動することができる。

### スーツ
ノーマルスーツ(NORMAL SUIT)
サムスの標準的なボディスーツ。パワースーツと呼ばれることもある。黄色を基調とし最低限の防御、及び生命維持などを兼ね備える。ただし、耐熱性はない他、水中でも著しく行動制約される。
バリアスーツ(VARIA SUIT)
鳥人族に伝わるボディスーツ。オレンジ色を基調とし、防御性能はノーマルスーツの2倍に相当する。耐熱性が高くマグマ地帯など、ノーマルスーツでは居るだけでダメージを受ける地帯でも活動可能。走る速度も向上する。しかし熱源体（マグマ等）に直接触れるとダメージを受ける点と、水中での行動制約がある点は解消されていない。
サムスがメディア等で最も認識されているスーツでもある。
グラビティスーツ(GRAVITY SUIT)
水中における抵抗や重力をコントロール可能なボディスーツ。紫を基調とし、防御性能はバリアスーツの更に2倍に相当する（ノーマルスーツの4倍）。水中でも地上のように自在に行動可能になる他、マグマに侵入してもダメージを受けない等、酸とトゲ以外の地帯ダメージを全て無効化するという、本作では最も強力なスーツ。

### ビーム系
チャージビーム(CHARGE BEAM)
ビームボタンを押し続ける事によりビームをチャージし、より強力で大きなビームを発射可能になる。ミサイルしか通用しない敵にも有効となる。
スペイザー(SPAZER)
前方への命中範囲が拡大する黄色の三連ビーム。プラズマビームとの同時併用が出来ない。
アイスビーム(ICE BEAM)
対象を凍結する青白い球状のビーム。一般の雑魚敵を後一撃で倒せる状態で当てると敵は一定時間凍結状態となり、凍結状態の敵は、足場として乗ることができる。本作においても、メトロイドはアイスビームによって凍結させてからミサイル系で破壊するのが唯一の撃破方法となる。
ウェイブビーム(WAVE BEAM)
地形と障害物を貫通するピンク色の波形状ビーム。一方通行のシャッターの開閉などに役立つ。
プラズマビーム(PLASMA BEAM)
超高温の熱で対象を瞬時に融解させる緑色のレーザー状ビーム。敵を貫通し、最強の破壊力を併せ持つ。スペイザーとの同時併用はできないが、ウェイブビームとの併用で同様の効果を得る。
ハイパー(HYPER)
絶大な効果を持つビーム。あるイベントでのみ取得できる。
なお、今作のビームは有効・無効の切り替えが可能であり、一部を除き併用が可能となっている。各ビーム特性を組み合わせることで、より威力も強化されていく。

## その他
タイムリミット
時間制限がかけられているイベントが存在し、時間内(スペースコロニーでは1分以内、ゼーベスでは3分以内)に特定の地点まで到達できないとゲームオーバーになる。
壁蹴り
隠しテクニックのひとつ。通称キッククライムや三角飛びと呼ばれる。壁に向かってジャンプして壁に接触したときに、反対方向にキーを入れ、さらにジャンプすることで壁蹴りとなり、上へと昇る事ができる。このアクションはどこかに潜伏しているあるキャラクターが教えてくれる。
シャインスパーク
隠しテクニックのひとつ。スピードブースターを装備してサムスの全身が青く輝いてダッシュしている途中でしゃがむと、一定時間サムスの全身が金色に輝く「シャインスパーク」状態となり、上・斜め・横方向に壁にぶつかるまで無限に超高速で突進することができる。但し飛んでいる間は高速でエネルギーが減少し、30になると自動的にストップする。

## 他機種版
| No. | タイトル                                      | 発売日                                                   | 対応機種           | 開発元                                          | 発売元 | メディア                                      | 備考                                                                           |
| --- | --------------------------------------------- | -------------------------------------------------------- | ------------------ | ----------------------------------------------- | ------ | --------------------------------------------- | ------------------------------------------------------------------------------ |
| 1   | スーパーメトロイド                            | 1997年9月30日                                            | スーパーファミコン | 任天堂情報開発第一部 インテリジェントシステムズ | 任天堂 | フラッシュロムカセット （ニンテンドウパワー） |                                                                                |
| 2   | スーパーメトロイド                            | 2007年3月19日 2007年4月18日 2007年10月12日 2008年4月26日 | Wii                | 任天堂情報開発第一部 インテリジェントシステムズ | 任天堂 | ダウンロード （バーチャルコンソール）         |                                                                                |
| 3   | スーパーメトロイド                            | 2013年5月15日 2013年5月16日                              | Wii U              | 任天堂情報開発第一部 インテリジェントシステムズ | 任天堂 | ダウンロード （バーチャルコンソール）         |                                                                                |
| 4   | スーパーメトロイド                            | 2016年3月10日 2016年4月6日 2016年4月14日                 | Newニンテンドー3DS | 任天堂情報開発第一部 インテリジェントシステムズ | 任天堂 | ダウンロード （バーチャルコンソール）         |                                                                                |
| 5   | ニンテンドークラシックミニ スーパーファミコン | 2017年9月29日 2017年10月5日                              | -                  | 任天堂                                          | 任天堂 | 内蔵ソフト                                    |                                                                                |
| 6   | スーパーファミコン Nintendo Classics          | 2019年9月6日                                             | Nintendo Switch    | 任天堂                                          | 任天堂 | ダウンロード                                  | 2022年2月10日に『スーパーメトロイド サムス・アラン最終形態』という特別版が配信 |

## 開発
本作は元々メトロイドシリーズの完結を目指して1991年の秋から製作が始まり、宿敵との対決をイメージした事から惑星ゼーベスを舞台にする事が決定した。開発当初は12メガビットの容量で開発を進めていたが、ゲーム内容の追加やグラフィック、音楽のボリューム増加に伴い最終的に24メガビットで製作される事となった。また、ゲームのプロトタイプが出来上がるまでに1年半の歳月を要している。
ディレクターの坂本は、調整作業が難航した時に完成直前の作品を自宅に持ち帰り、自身の妻にプレイさせる事で困難なポイントを探り、翌日社内で変更箇所を指示していた。
ゲームオーバー時の演出で登場するサムスは、開発段階では裸体で描かれており、その後水着のようなものを着衣させる事となったが、60分の1秒だけ裸体が映し出されるようにしていた所、アメリカで販売された際に気づかれたら大事になるとのことでボツとなった。

## CD
スーパーメトロイド”サウンドINアクション”（1994年6月22日、ソニー・ミュージックレコーズ）
FCディスクシステム版『メトロイド』のBGMと本作のBGMを併せて収録（前者のごく一部は未収録）。

## スタッフ
- プロデューサー：加納誠
- ディレクター：坂本賀勇
- バックグラウンド・デザイナー：松岡洋史、真下雅彦、木村浩之
- オブジェクト・デザイナー：大澤徹、山根知美
- サムス・オリジナル・デザイナー：清武博二
- サムス・デザイナー：山根知美
- サウンド・プログラム、サウンド・エフェクト：山本健誌
- ミュージック・コンポーザー：山本健誌、濱野美奈子
- プログラム・ディレクター：今井賢治
- システム・コーディネーター：中嶋健之
- システム・プログラマー：森義和
- サムス・プログラマー：久保田勇
- イベント・プログラマー：松本満
- エネミー・プログラマー：藤井康彦
- マップ・プログラマー：力石求
- アシスタント・プログラマー：安部孝一
- コーディネーター：山野勝也、兼重力
- アートワーク：坂下雅史、井上泰夫、Mary Cocoma、中野祐輔、佐野伸也、佐藤範之
- スペシャル・サンクス：ダン・オーセン、ジョージ・シンフィード、岡田勝、原田貴裕、福井浩太、寺崎啓祐、山中勝、山上仁志、尾崎亘洋、中村健一、細川豪彦、 松村聡、流田武、河野正博、山田裕之、任天堂開発第一部
- ゼネラル・マネージャー：横井軍平

## 評価
ゲーム誌「ファミリーコンピュータMagazine」の読者投票による「ゲーム通信簿」での評価は以下の通り23.2点（満30点）。
| 項目 | キャラクタ | 音楽 | お買得度 | 操作性 | 熱中度 | オリジナリティ | 総合 |
| 得点 | 3.9        | 3.9  | 3.8      | 3.9    | 4.0    | 3.8            | 23.2 |